# Bitwa pod Olpe
Olpe 426 p.n.e. – jedna z bitew stoczonych w trakcie wojny peloponeskiej.

## Geneza
Zimą 426 p.n.e. Ambrakioci, zgodnie z obietnicą złożoną Eurylochosowi, dowódcy lacedemońskiego korpusu operującego w Etolii, zaatakowali Argos Amfilochijskie w Akarnanii (sympatyzującej z Atenami). Przez zaskoczenie zdobyli nadmorska twierdzę akarnańską - Olpe. Akarnańczycy zablokowali drogę z Etolii do Olpe, aby uniemożliwić połączenie Eurylochosa i Amprakiotów, i wysłali po pomoc do Demostenesa, dowódcy ateńskiego w Etolii oraz do floty ateńskiej (Arystoteles i Hierofont) na pobliskich wodach. Eurylochos z 3000 hoplitów zdołał jednak wyminąć siły akarnańskie i przedostawszy się przez góry Tiamos, połączył się z Amprakiotami pod Olpe. Wkrótce przybyły również siły ateńskie: 20 trier Arystotelesa i Hierofonta oraz Demostenes z 200 hoplitami i 60 łucznikami. Obie armie rozbiły obozy pod Olpe, rozdzielone od siebie głębokim jarem.

## Przebieg bitwy
Aby zniwelować liczebną przewagę Lacedemończyków i ich sprzymierzeńców, Demostenes przygotował zasadzkę - ukrył 400 akarnańskich hoplitów w zaroślach daleko na prawym skrzydle. Gdy bitwa się rozpoczęła, Lacedemończycy, których linia była dłuższa niż Akarnańczyków, próbowali okrążyć prawe skrzydło Akarnańczyków. Wówczas wydzielony przez Demostenesa oddział zaatakował ich tyły - Eurylochos zginął, zmieszane oddziały lacedemońskie na lewym skrzydle zostały rozbite. Powracające z pościgu oddziały messeńczyków Demostenesa rozbiły także triumfujące początkowo prawe skrzydło Amprakiotów. Bitwa skończyła się pod wieczór. Siły lacedemończyków i sprzymierzeńców zostały zablokowane w Olpe przez okręty ateńskie i korpus Demostenesa. Nieświadomy zbliżającej się pomocy (2000 Amprakiotów) Menedaios zawarł separatystyczny rozejm z Demostenesem i odszedł z Lacedemończykami z Olpe, pozostawiając sprzymierzonych Amprakiotów. Ci próbowali ucieczki, lecz zostali wybici przez Akarnańczyków.
Demostenes, wiedząc o odsieczy idącej na pomoc Amprakiotom w Olpe, wyruszył jej naprzeciw i wysłał na zwiady Messeńczyków, mówiących tym samym co Amprakioci dialektem. Idący z odsieczą Eurylochosowi Amprakioci nie wiedzieli, że został on już pobity, a zwiadowców Demostenesa, zmyleni językiem, wzięli za forpoczty Eurylochosa. W związku z tym zaniedbali ubezpieczenia i rozbili obóz na noc na wzgórzu Idomene. Siły Demostenesa nocnym marszem ubezpieczonym przez zwiadowców dotarły na Idomene i o świcie zaatakowały obóz Amprakiotów. Zginęło ponad 1000 Amprakiotów, tylko nielicznym udało się uciec.

## Konsekwencje
Amprakioci i Akaranańczycy zawarli pokój oraz zobowiązali się nie brać udziału w wojnie Ateńczyków z Lacedemończykami